# Cholm
Cholm (rusky Холм) je město v Novgorodské oblasti v Ruské federaci. Při sčítání lidu v roce 2010 měl bezmála čtyři tisíce obyvatel.

## Poloha
Cholm leží při ústí Kuňji do Lovati, přítoku Ilmeňského jezera. Od Velikého Novgorodu, správního střediska oblasti, je vzdálen přibližně 200 kilometrů jižně.

## Dějiny
První zmínka o Cholmu pochází z novgorodských kronik z roku 1144.
V 13.–15. století Cholm opakovaně čelil útokům Litevského velkoknížectví, v 16: a 17. útokům Polského království a Švédského království.
Dne 3. srpna 1777 se Cholm stal újezdním městem v rámci Pskovské gubernie.
Za druhé světové války byl Cholm 3. srpna 1941 obsazen německou armádou. Postupující Rudá armáda zde držela německé jednotky v obklíčení od ledna do května 1942, ale prakticky zničené město bylo nakonec dobyto až v únoru 1944 jednotkami 2. pobaltského frontu.